# Palazzo Solimena
Il Palazzo Solimena è un edificio di valore storico e architettonico di Napoli, ubicato sulla collinetta di San Potito, di fianco al palazzo Caracciolo di Melissano e al palazzo Zona.
Il palazzo già esisteva nel XVII secolo come gruppo di case palaziate.
Nel 1638 le case palazziate furono acquistate da Andrea De Riso e vennero ristrutturate e ampliate abusivamente; nel 1710 il pittore Francesco Solimena acquistò l'edificio e lo ristrutturò sulla base di un suo progetto, ma il pittore Onofrio Giannone, autore di alcune aggiunte nel libro delle vite dei pittori, scultori e architetti di Bernardo De Dominici, attribuì erroneamente, come dimostrato successivamente, la ristrutturazione a Giovan Battista Nauclerio. Non è da escludere che il pittore abbia seguito il consigli di Nauclerio, Domenico Antonio Vaccaro e Ferdinando Sanfelice. Nel 1717 Solimena tentò di espandere il palazzo, ma l'operazione vide l'opposizione di Orazio Carafa, poiché il palazzo avrebbe invaso i territori di quest'ultimo. Nel XIX secolo la struttura subì danni durante la repubblica partenopea del 1799 e fu rimaneggiata nel 1867 e nel 1889.
Nella realizzazione del palazzo, Solimena si avvalse della collaborazione dell'ingegnere Giacomo Farina, mentre la conduzione dei lavori fu affidata a capomastri; ai pipernieri Nicola Pagano e Tommaso Cortese venne commissionata la realizzazione delle scuderie e del portale d'ingresso.
Il palazzo si configura a cinque campate più quattro piani compreso il mezzanino.
Il portale ha un arco con timpano spezzato e profilo ribassato, il tutto sorretto da pilastri bugnati; i piani superiori della facciata sono scanditi mediante un ordine gigante di lesene con capitelli floreali, mentre le finestre mostrano timpani da diversi profili; i balconi sono decorati in piperno.
L'interno è impostato attorno al cortile su volte a vela e sullo sfondo si trovano le scuderie; sulla destra si apre la scala che conduce ai piani successivi.
All'interno del palazzo c'è una scala a pianta ottagonale simile a quelle di Palazzo di Majo e Palazzo Palmarice, entrambe di Ferdinando Sanfelice. Nel piano nobile si conservano degli affreschi riconducibili al XIX secolo.